# Ulrich Grigull

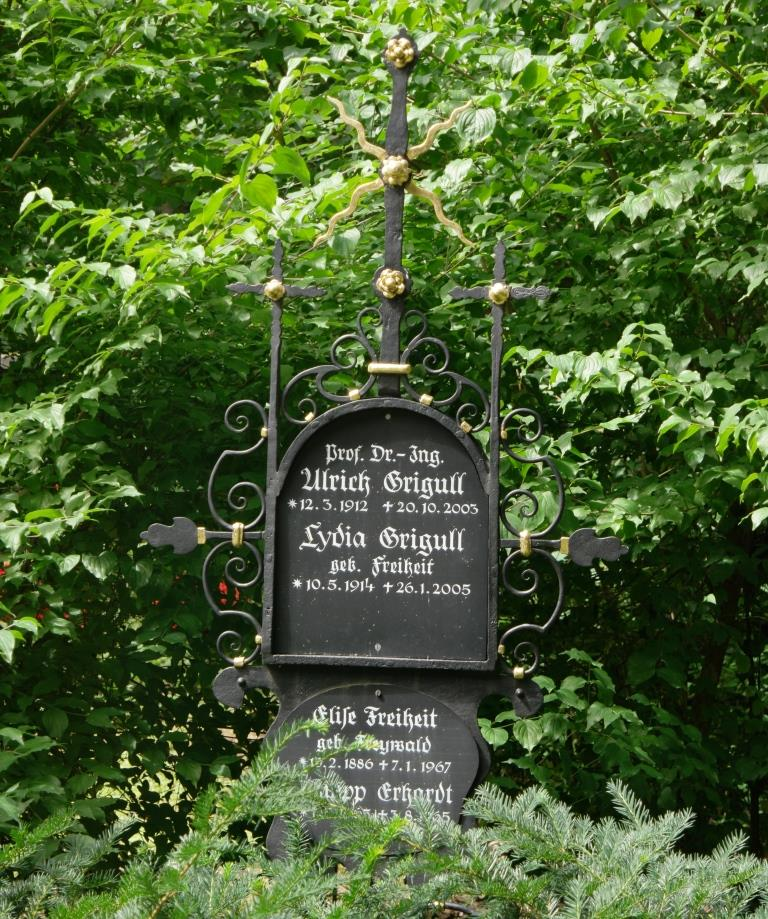
Grab von Ulrich Grigull auf dem Waldfriedhof in München-Solln

Ulrich Grigull (* 12. März 1912 in Gallingen, Ostpreußen; † 20. Oktober 2003 in München) war ein deutscher Ingenieur und Technischer Thermodynamiker.

## Leben
Ulrich Grigull ist der Sohn des Pfarrers Wilhelm Grigull und dessen Frau Anna, geb. Wormit. Nach dem Abitur am Stadtgymnasium in Königsberg i. Pr. studierte Grigull ab 1930 Maschinenbau an der Technischen Hochschule Danzig, zu einer Zeit als Danzig für seine Ingenieurwissenschaften berühmt war. Dort wurde er Mitglied des Vereins Deutscher Studenten (VDSt). Er hörte Thermodynamik, Wärmeübertragung und Strömungslehre bei dem auf diesem Gebiet weltweit anerkannten Wissenschaftler Ernst Schmidt. Nach dem Diplom als Ingenieur begann er 1936 seine wissenschaftliche Laufbahn als Mitarbeiter von Schmidt am Lehrstuhl für technische Wärmelehre. 1937 wurde er an der Technischen Hochschule Braunschweig mit einer Arbeit über Filmkondensation promoviert und heiratete Lydia Freiheit. Von 1937 bis 1942 war Ulrich Grigull dann an der Forschungsanstalt für Luftfahrt in Braunschweig tätig. Ab 1942 war er bei der Kriegsmarine.
Im Zweiten Weltkrieg war er bis 1945 als Offizier der Kriegsmarine Leitender Ingenieur auf U-Booten und Zerstörern. Nach dem Krieg arbeitete er zuerst als Ingenieur und Berater für verschiedene Unternehmen der chemischen und Textilindustrie, war Direktor eines Unternehmens zur Herstellung von Isoliermaterial und nahm von 1953 bis 1960 eine Stellung bei den Farbenfabriken Bayer AG in Leverkusen an und war nebenbei Dozent an der TU Braunschweig.
1961 wurde er zum Nachfolger von Ernst Schmidt am Institut für Thermodynamik der Technischen Hochschule München berufen. Dort wirkte er als Ordinarius und Institutsdirektor. 1972 bis 1976  war er Rektor der TU München und danach bis 1980 deren Präsident. Emeritiert wurde er 1981. Er war Mitgründer und bis zu seinem Tod Mitherausgeber des International Journal of Heat and Mass Transfer (Pergamon Press) und Mitgründer der Zeitschrift Wärme und Stoffübertragung (Springer Verlag). 1982–1986 war er Präsident des ICHMT (International Center for Heat Mass Transfer) und außerdem Präsident der IAPWS (International Association for the properties of water and steam).
Grigull war sowohl experimentell als auch theoretisch tätig. Er war einer der Pioniere bei der Untersuchung der Wärmeübertragung durch flüssige Metalle und international anerkannter Experte für die thermodynamischen Eigenschaften des Wasserdampfs, über das er das Standardwerk Wasserdampftafeln herausgab. 1954 erschien sein Standardwerk Grundgesetze der Wärmeübertragung in 1. Auflage, das in zahlreiche Sprachen übersetzt wurde. Außerdem entwickelte er neue optische Messverfahren für konvektiven Wärmetransport. Nach seiner Emeritierung befasste er sich intensiv mit Wissenschaftsgeschichte (u. a. über Fahrenheit, Nußelt und Newtons Abkühlgesetze). Er war seit 1975 ordentliches Mitglied der Bayerischen Akademie der Wissenschaften und Vorsitzender von deren Kepler-Kommission. Der Braunschweigischen Wissenschaftlichen Gesellschaft gehörte er seit 1978 als korrespondierendes Mitglied an. Er gehörte auch dem Verein Deutscher Ingenieure (VDI) mit der Mitgliedsnummer 32066 an.

## Ehrungen
- Max Jakob Memorial Award Tokio (1974)
- Carl-Friedrich-Gauß-Medaille der Braunschweigischen Wissenschaftlichen Gesellschaft (1978)
- Arnold-Eucken-Medaille (1979)
- Ehrendoktor der Universität Stuttgart (1982)
- Bayerischer Verdienstorden (1977)
- A. V. Luikow-Medaille (1982)
- Bayerischer Maximiliansorden für Wissenschaft und Kunst (1984)
- DECHEMA-Medaille (1985)

## Schriften (Auswahl)
- mit Heinrich Sandner: Wärmeleitung. Springer 1979, 1990 (englisch Heat Conduction, Springer 1984).
- mit Sigmund Erk, Heinrich Gröber: Die Grundgesetze der Wärmeübertragung. Springer, 1954; 3. Auflage 1963; Nachdrucke 1981, 1988 (russisch 1958; englisch Fundamentals of Heat Transfer, McGraw Hill, 3. Auflage 1961; japanisch 1963).
- Temperaturausgleich in einfachen Körpern. 1964.
- mit Werner Hauf, Franz Mayinger: Optische Meßverfahren der Wärme- und Stoffübertragung, Springer 1991.
- Technische Thermodynamik. Sammlung Göschen, De Gruyter, 1966 (türkisch 1970); 3. Auflage 1977.
- mit Klaus Scheffler, Johannes Straub: Wasserdampftafeln. Springer 1981.
- mit Ernst Schmidt: Properties of water and steam in SI units. Springer, 3. Auflage 1981 .
- mit Johannes Straub, Peter Schiebener: Steam Tables in SI units, 2. Auflage Springer 1984.
- 60 Jahre Johannes Kepler Kommission, Sitzungsberichte der Bayerischen Akademie der Wissenschaften, Beck 1996.
- Das Newtonsche Abkühlungsgesetz – Bemerkung zu einer Arbeit Newtons aus dem Jahr 1701. München, Verlag der Bayerischen Akademie der Wissenschaften 1979.